# پیر موریس
پیر موریس (انگلیسی: Pierre Morice؛ زادهٔ ۲۵ مارس ۱۹۶۲) بازیکن فوتبال اهل فرانسه است.
از باشگاه‌هایی که در آن بازی کرده‌است می‌توان به باشگاه فوتبال سن-اتین، باشگاه فوتبال نانت، و باشگاه فوتبال نیس اشاره کرد.